# Germán Castrillón
Germán Castrillón Permuy (1959) es un empresario, político y expiloto de rally español. Comenzó a correr como piloto en los años 80 participando en pruebas del campeonato de Galicia y del campeonato de España. En Galicia fue campeón en seis ocasiones (1990, 1992, 1996, 1998, 1999, 2000) y logró 38 victorias absolutas, récord del certamen gallego. En campeonato nacional logró una victoria (Rally Rías Baixas de 1993) y el campeonato de grupo N en 1994. Fue además campeón de la Copa de España de Rally en 1990. Tras su retirada de la competición continuó como organizar de pruebas como director de la Escudería Ferrol y también dio el salto a la política como miembro del Partido Popular y logrando la alcaldía de Cabanas en 2007.

## Biografía

### Trayectoria deportiva
Comenzó a competir en 1980 en pruebas del campeonato gallego. Con el Renault 5 GT Turbo debutó en el campeonato de España, en el Rally San Froilán de 1985 logrando la novena posición y también participó en el Rally Villa de Tineo, prueba asturiana. En 1989 participa en la Copa de España de Rally logrando tres victorias: primero en el Rías Baixas, primero en San Froilán y primero en el Rally Ciudad de Cristal, terminando en la tercera plaza de la clasificación final. Al año siguiente adquiere un Ford Sierra RS Cosworth con el que logra dos victoria en la copa de España: San Froilán y Rías Baixas y repite la tercera posición de la clasificación y el primer puesto en la categoría de grupo N. En 1991 en el Rally Rías Baixas sufre un accidente con el Sierra, durante el que se produce un incendio que calcina todo el vehículo. Castrillón salió ileso pero su copiloto, Estrella Castrillón sufrió quemaduras que le obligaron a permanecer veinte días en la unidad de quemados. En 1992 vuelve a vencer en el Rías Baixas, en esta ocasión con el Ford Escort RS Cosworth vehículo que utilizaría en los años venideros. El año siguiente logra su primer podio nacional, con un segundo puesto en el San Froilán y repite primer puesto en el Rías, edición esta vez puntuable para el campeonato de España, lo que significaría su primera y única victoria en el certamen nacional. Ese año acude también a Portugal para participar en el Rali Internacional Sopete. En 1994 se sube al podio en el Rally de Ourense, San Froilán y Rías Baixas, estos resultados y un sexto puesto en el Rally Príncipe de Asturias le permiten proclamarse campeón de España de grupo N.
En 2008 la Federación Gallega de Automovilismo le expedienta por organizar el XII Slalom de Ferrol, pero el Tribunal Superior de Justicia (TSJ) lo exonera de la sanción al tratarse de una prueba de carácter estatal sobre la que la Federación no tenía competencias. Sin embargo en 2009 la Federación le expedienta de nuevo con tres años y medio a ocupar cargos en una organización deportiva, por organizar el Rally de Galicia Histórico, prueba perteneciente al campeonato de España. Aunque Germán apeló posteriormente, la sentencia fue ratificada en junio de 2011 por el TSJ. Castrillón afirmó que existía «una gran confusión» y calificó el suceso como un «ataque personal y particular».

### Trayectoria política
Fue imputado por no acatar una orden de derribo que pesaba sobre un edificio por ser demasiado alto. Castrillón no accedió a derribarlo pero la justicia le dio la razón y finalmente fue absuelto.
Ganó las elecciones municipales en 2007 con un total de 597 votos y 4 concejales.
En las elecciones de 2011 ganó con mayoría absoluta logrando un total de 1017 votos y 6 concejales. Este año fue inhabilitado para ocupar cargos en organizaciones deportivas por organizar el Rally de Ferrol de 2008 sin contar con el permiso de la Federación Gallega de Automovilismo.
En 2015 vuelve a ganar, esta vez sin mayoría, justo cuando se encontraba hospitalizado por una intervención quirúrgica, por lo que no pudo asistir al pleno donde se oficializó su cargo.
Dimitió como alcalde de Cabanas en 2019 y se presentó como cabeza de lista del PP a la alcaldía de Narón obteniendo 6 concejales, cuatro menos que la lista más votada.

## Resultados completos

### Campeonato de España
| Año  | Equipo                 | Automóvil                | 1   | 2   | 3       | 4       | 5      | 6       | 7      | 8     | 9       | 10    | 11      | 12  | 13  | 14  | Pos. | Puntos |
| ---- | ---------------------- | ------------------------ | --- | --- | ------- | ------- | ------ | ------- | ------ | ----- | ------- | ----- | ------- | --- | --- | --- | ---- | ------ |
| 1988 | Escudería Siroco Narón | Renault 5 GT Turbo       | CAT | SMO | ARO 8   | CAJ     | LLA    | CAN     | PDA 11 | SFR   | ECI     | VAL   |         |     |     |     |      |        |
| 1989 | Escudería Siroco Narón | Renault 5 GT Turbo       | CAT | SMO | SAN Ret | CAJ     | LLA    | OUR Ret | OSO    | PDA   | ISC     | ECO   | VAL     |     |     |     |      |        |
| 1991 |                        | Ford Sierra RS Cosworth  | CAN | ECO | CAN     | CAJ     | LLA    | OUR 6   | OSO    | PDA   | VAL     | CAT   |         |     |     |     |      |        |
| 1992 |                        | Ford Sierra RS Cosworth  | ECO | ISC | CAN     | MED     | LLA    | OSO     | SFR 5  | CER   | PDA     | OUR   | CAT     | MAD |     |     |      |        |
| 1993 |                        | Ford Escort RS Cosworth  | LLA | CAN | LLA     | OUR     | FRO 2  | SAG     | RBX 1  | PDA   | LIN     | CAT   | COR     | IDT |     |     |      |        |
| 1994 | Escudería Siroco Narón | Ford Escort RS Cosworth  | COI | ADE | CAJ     | SMO     | LLA    | OUR 3   | SFR 3  | SAG   | PDA 6   | RBX 2 | CAT     | COR |     |     | 5º   | 790    |
| 1995 | Motor Racing           | Ford Escort RS Cosworth  | ECO | ADE | CAJ     | SMO     | LLA 8  | OUR 6   | SAG    | PDA 6 | FRO 3   | CAT   | COR Ret |     |     |     | 10º  | 468    |
| 1996 | Motor Racing           | Ford Escort RS Cosworth  | COI | ADE | CAN     | SMO     | LLA    | OUR     | AVI    | PDA   | FRO 4   | COR 3 | CAT     |     |     |     | 8º   | 396    |
| 1997 |                        | Ford Escort RS Cosworth  | COI | ADE | CAT     | SMO     | CAN    | LLA     | OUR    | AVI   | RBX 4   | PDA   | FRO     | COR | MAD |     |      |        |
| 1998 |                        | Mitsubishi Lancer Evo IV | ECI | ADE | CAT     | CAJ     | VLL    | OUR 8   | AVI    | RBX - | SFR Ret | PRI   | COR 6   | SAL | MAD |     |      |        |
| 1999 |                        | Mitsubishi Lancer Evo IV | ECI | CAT | COR 4   | CAJ     | VLL    | OUR 6   | AVI    | RBX   | PRI     | SAL   | ADE     | MAD |     |     |      |        |
| 2000 |                        | Mitsubishi Lancer Evo VI | CAT | ECI | CAJ     | MED     | VLL    | OUR 8   | AVI    | RBX 5 | COR Ret | PRI   | VEN     | SAL | TEN | MAD |      |        |
| 2001 | Escudería A. Ferrol    | Mitsubishi Lancer Evo VI | MED | ECI | SAL     | COR 3   | VLL    | OUR 5   | AVI    | RBX 6 | PRI 14  | VEN   | CAJ     | MAD |     |     |      |        |
| 2002 | Escudería A. Ferrol    | Mitsubishi Lancer Evo VI | ECI | CAJ | VLL     | OUR 4   | AVI    | RBX 7   | VCN    | MED   | CDS     | MAD   |         |     |     |     |      |        |
| 2003 | Escudería A. Ferrol    | Mitsubishi Lancer Evo VI | MED | ECI | CAJ     | RBX Ret | OUR 10 | AVI     | VLL    | VCN   | CDS     |       |         |     |     |     |      |        |

| Predecesor: Arturo Rial    | Campeón de Galicia de Rally 1990             | Sucesor: Arturo Rial    |
| Predecesor: Arturo Rial    | Campeón de Galicia de Rally 1992             | Sucesor: Arturo Rial    |
| Predecesor: Miguel Dopico  | Campeón de Galicia de Rally 1996             | Sucesor: Javier Piñeiro |
| Predecesor: Javier Piñeiro | Campeón de Galicia de Rally 1998, 1999, 2000 | Sucesor: Manuel Senra   |

| Predecesor: José Rey García | Alcalde de Cabanas 2007 - 2019 | Sucesor: Manuel González López |